# Hans-Joachim Hespos
Hans-Joachim Hespos, né le 13 mars 1938 à Emden (Frise orientale) et mort le 18 juillet 2022 à Ganderkesee (Basse-Saxe), est un compositeur allemand de musique d’avant-garde.